# Eleição municipal de Joinville em 2020
A eleição municipal de Joinville em 2020 foi realizada em dois turnos, o primeiro ocorreu no dia 15 de novembro e o segundo em 29 de novembro do mesmo ano. A cidade foi às urnas para eleger um prefeito, um vice-prefeito e 19 vereadores no município de Joinville, no estado de Santa Catarina, no Brasil. O prefeito eleito foi Adriano Silva, do Partido Novo, no segundo turno com 55,43% dos votos válidos, disputando com Darci de Matos, do PSD, que obteve 44,57% dos votos. Para o Legislativo Municipal, o candidato mais votado foi o vereador eleito Alisson Júlio, do NOVO, que recolheu 9.574 votos (3,62% dos votos válidos).
A partir deste pleito, algumas mudanças da Emenda Constitucional nº 97, de 2017, são postas em prática, como a proibição da celebração de coligações partidárias para os cargos proporcionais.

## Pandemia de COVID-19
A pandemia de COVID-19 no Brasil obrigou os partidos a repensarem suas estratégias de pré-campanha. O Tribunal Superior Eleitoral autorizou os partidos a realização de convenções para escolha de candidatos por meio de plataformas digitais de transmissão, para evitar aglomerações que pudessem proliferar o coronavírus. Alguns partidos recorreram a mídias digitais para lançar suas pré-candidaturas. 
Originalmente, as eleições ocorreriam em 4 de outubro (primeiro turno) e 25 de outubro (segundo turno, caso necessário), porém, com o agravamento da pandemia de COVID-19 no Brasil, as datas foram modificadas.

## Gestão Udo Döhler (MDB)
A eleição de 2020 se deu no fim do segundo mandato do prefeito Udo Döhler (MDB). Enquanto gestor, Döhler conseguiu alguns feitos, como a substituição das secretarias regionais pelas subprefeituras, a ampliação do Hospital Municipal São José, investimentos na área da saúde e educação e a modernização de processos administrativos dentro da prefeitura.
No entanto, a gestão Döhler também recebeu muitas críticas, em especial quando ao perfil reservado e pouco transparente do prefeito, que destoou muito da antiga liderança de Luiz Henrique da Silveira no MDB joinvilense. No âmbito das infraestruturas, a longa demora nas obras de implantação de microdrenagens no Rio Mathias (visando combater os recorrentes alagamentos no centro da cidade) e da Ponte Joinville (que faria ligação entre as zonas Sul e Leste da cidade) são apontados como fracassos da gestão.
Além disso, Döhler foi o responsável pela gestão da cidade durante os primeiros meses da pandemia de COVID-19 e impôs medidas restritivas para tentar conter a disseminação do vírus, afirmando que é "buscar esse equilíbrio entre a saúde e a economia do município".

## Campanha
O deputado estadual de 38 anos, Fernando Krelling, foi a aposta do MDB para manter controle sobre a prefeitura da maior cidade de Santa Catarina, recebendo o apoio do prefeito titular.
Após duas candidaturas à prefeitura de Joinville, ambas derrotadas em segundo turno, o deputado federal Darci de Matos (PSD) novamente se lançou na disputa. Para isso, fez composição com PP, PSDB e PL, havendo recebido a indicação do vereador tucano Rodrigo Fachini para vice-prefeito.
No começo da campanha, o candidato pessedista se encontrava confortavelmente à frente nas pesquisas. Mas, progressivamente, Krelling e Adriano Silva (NOVO) ganharam espaço e tornaram a disputa mais acirrada. Embora seguisse em terceira posição, após um mês de campanha, as intenções de voto para o candidato do NOVO subiram de 6,6% para 13,1%, registrando o maior aumento percentual entre os candidatos.
Seguindo sua surpreendente ida ao segundo turno da eleição, Adriano Silva conduziu uma campanha focada na comunicação, tanto pela distribuição equitativa do horário eleitoral no segundo turno, como pelas redes sociais. Silva foi o primeiro prefeito de capital eleito pela sua legenda.

## Candidaturas
Nota: a tabela a seguir está organizada por ordem alfabética de candidatos.
| Candidato          | Partido | Partido      | Vice              | Partido | Partido       | Coligação                                                | HRPEG |
| ------------------ | ------- | ------------ | ----------------- | ------- | ------------- | -------------------------------------------------------- | ----- |
| Adriano Silva      |         | Novo         | Rejane Gambin     |         | Novo          | Sem coligação                                            | 30s   |
| Anelisio Machado   |         | Avante       | Joacir Siqueira   |         | Avante        | Sem coligação                                            | 1m10s |
| Francisco de Assis |         | PT           | Antônia Grigol    |         | PT            | Joinville que cuida da sua gente PT PCdoB                | 13s   |
| Nelson Coelho      |         | Patriota     | Sérgio Duprat     |         | Patriota      | Joinville acima de todos Patriota PMB                    | 51s   |
| Darci de Matos     |         | PSD          | Rodrigo Fachini   |         | PSDB          | Joinville é agora PSD PP PSDB PL                         | 55s   |
| Dalmo Claro        |         | PSL          | Derian Campos     |         | PSL           | Sem coligação                                            | 17s   |
| Drico Mesnerovicz  |         | PSTU         | Ricardo Lautert   |         | PSTU          | Sem coligação                                            | 16s   |
| Eduardo Zimmermann |         | PTC          | Everaldo Ávila    |         | PTC           | Sem coligação                                            | 36s   |
| Fernando Krelling  |         | MDB          | Rosane Bonessi    |         | MDB           | Vamos pra frente, vamos com fé MDB PROS PTB PSC PRTB PSB | 15s   |
| Ivandro de Souza   |         | Podemos      | Angélica Ponciano |         | DEM           | Aliança por Joinville PODE DEM                           | 19s   |
| James Schroeder    |         | PDT          | Adilson Buzzi     |         | PDT           | Sem coligação                                            | 12s   |
| Levi Rioschi       |         | DC           | Simone Rietter    |         | DC            | Sem coligação                                            | 27s   |
| Marco Marcucci     |         | Republicanos | Israel Petróleo   |         | Republicanos  | Sem coligação                                            | 10s   |
| Mayara Colzani     |         | PSOL         | Francisco Aviz    |         | PSOL          | Sem coligação                                            | 50s   |
| Tânia Eberhardt    |         | Cidadania    | Luiz Bittencourte |         | Solidariedade | A cidade é que nos move Cidadania Solidariedade          | 23s   |

## Pesquisas eleitorais
| Fonte            | Data(s) conduzidas | Amostragem | Matos PSD        | Krelling MDB | Silva Novo | Eberhardt Cidadania | Claro PSL | Assis PT | Souza Podemos | Outros | Branco Nulo | Abst. Indec. | Vantagem |      |      |      |       |       |       |      |
| ---------------- | ------------------ | ---------- | ---------------- | ------------ | ---------- | ------------------- | --------- | -------- | ------------- | ------ | ----------- | ------------ | -------- | ---- | ---- | ---- | ----- | ----- | ----- | ---- |
| Fonte            | Data(s) conduzidas | Amostragem | Paraná Pesquisas | 18-20 Out    | 610        | 24,1%               | 15,1%     | 6,6%     | 7,5%          | Outros | Branco Nulo | Abst. Indec. | Vantagem | 6,4% | 3,8% | 3,3% | 10,1% | 12,6% | 10,5% | 9,0% |
| Paraná Pesquisas | 8-12 Nov           | 680        | 23,8%            | 16,5%        | 13,1%      | 5,0%                | 5,4%      | 2,8%     | 4,7%          | 9,9%   | 10,4%       | 8,2%         | 7,3%     |      |      |      |       |       |       |      |

## Resultados

### Prefeito
Quinze candidatos disputaram o cargo de Prefeito de Joinville. Os dois candidatos mais votados, Darci de Matos (PSD) e Adriano Silva (NOVO), seguiram para o segundo turno.
| Candidato(a)                  | Vice                     | 1º turno | 1º turno    |
| Candidato(a)                  | Vice                     | Total    | Percentagem |
| ----------------------------- | ------------------------ | -------- | ----------- |
| Darci de Matos (PSD)          | Rodrigo Fachini (PSDB)   | 66.838   | 25,3%       |
| Adriano Silva (NOVO)          | Rejane Gambin (NOVO)     | 60.728   | 22,98%      |
| Fernando Krelling (PMDB)      | Rosane Bonessi (PMDB)    | 48.886   | 18,5%       |
| Tânia Eberhardt (CDN)         | Luiz Bittencourt (SD)    | 17.436   | 6,6%        |
| Ivandro de Souza (PODE)       | Angélica Ponciano (DEM)  | 15.195   | 5,75%       |
| Dalmo Claro (PSL)             | Derian Campos (PSL)      | 14.113   | 5,34%       |
| Francisco de Assis Nunes (PT) | Antônia Grigol (PT)      | 10.495   | 3,97%       |
| Anelisio Machado (Avante)     | Joacir Siqueira (Avante) | 8.085    | 3,06%       |
| Eduardo Zimmermann (PTC)      | Everaldo Ávila (PTC)     | 6.843    | 2,59%       |
| Nelson Coelho (Patriota)      | Sérgio Duprat (Patriota) | 4.378    | 1,66%       |
| James Schroeder (PDT)         | Adilson Buzzi (PDT)      | 3.718    | 1,41%       |
| Marco Marcucci (R)            | Israel Petróleo (R)      | 3.089    | 1,17%       |
| Mayara Colzani (PSOL)         | Francisco Aviz (PSOL)    | 3.080    | 1,17%       |
| Levi Rioschi (DC)             | Simone Rietter (DC)      | 1.101    | 0,42%       |
| Drico Mesnerovicz (PSTU)      | Ricardo Lautert (PSTU)   | 244      | 0,09%       |
| Total de votos válidos        | Total de votos válidos   | 264.229  | 100%        |
| → Votos em branco             | → Votos em branco        | 15.339   | 7,46%       |
| → Votos nulos                 | → Votos nulos            | 22.551   | 5,08%       |
| Total                         | Total                    | 302.119  | 74,87%      |
| Abstenção                     | Abstenção                | 101.407  | 25,13%      |
| Total de eleitores            | Total de eleitores       | 403.526  | 100%        |

Segundo turno
No dia 29 de novembro de 2020, Adriano Silva (NOVO) ganhou a disputa de segundo turno com 55,43% dos votos válidos.
| Candidato               | Vice                    | 2º Turno | 2º Turno    |
| Candidato               | Vice                    | Votação  | Votação     |
| Candidato               | Vice                    | Total    | Porcentagem |
| ----------------------- | ----------------------- | -------- | ----------- |
| Adriano Silva (NOVO)    | Rejane Gambin (NOVO)    | 145.269  | 55,43%      |
| Darci de Matos (PSD)    | Rodrigo Fachini (PSDB)  | 116.793  | 44,57%      |
| Total de votos válidos  | Total de votos válidos  | 222 733  | 100%        |
| Votos em branco         | Votos em branco         | 8.328    | 3,91%       |
| Votos nulos             | Votos nulos             | 18.679   | 12,07%      |
| Total de votos apurados | Total de votos apurados | 289.069  | 71,64%      |
| Abstenções              | Abstenções              | 114.457  | 28,36%      |
| Total de eleitores      | Total de eleitores      | 316 260  | 100%        |

### Vereadores
Dezenove vereadores foram eleitos no dia 15 de novembro de 2020. Entre eles, apenas duas mulheres. Ana Lúcia Martins foi a primeira vereadora negra eleita em Joinville. O vereador mais votado foi Alisson Júlio (NOVO), com 9.574 votos, ou 3,62%. NOVO e MDB obtiveram as maiores bancadas na Câmara Municipal de Joinville, cada um com 3 vereadores, seguidos pelo PSD (2). 
Posteriormente ao pleito, a Justiça Eleitoral declarou nulos todos os votos recebidos pelo candidato Sidney Sabel, do União Brasil. A sua legenda foi responsabilizada pelo descumprimento da legislação eleitoral através da utilização de candidaturas-laranja para driblar as cotas de gênero. Com a perda desses votos, o DEM passou a ocupar duas vagas na Câmara, e o MDB aumentou sua bancada para 4 vereadores. Em agosto de 2023, o primeiro suplente do MDB, Maurício Soares, assumiu definitivamente.
| Partido            | Partido            | Candidato          | Votos   | Porcentagem |
| ------------------ | ------------------ | ------------------ | ------- | ----------- |
|                    | NOVO               | Alisson Julio      | 9.574   | 3,62%       |
|                    | PSDB               | Diego Machado      | 3.981   | 1,51%       |
|                    | MDB                | Adilson Girardi    | 3.838   | 1,45%       |
|                    | MDB                | Cláudio Aragão     | 3.584   | 1,36%       |
|                    | NOVO               | Érico Vinicius     | 3.504   | 1,33%       |
|                    | PSD                | João Colombo       | 2.915   | 1,1%        |
|                    | PDT                | Lucas Souza        | 2.311   | 0,87%       |
|                    | PSL                | Tania Larson       | 3.916   | 1,48%       |
|                    | PT                 | Ana Lucia Martins  | 3.126   | 1,18%       |
|                    | MDB                | Henrique Deckmann  | 2.733   | 1,03%       |
|                    | NOVO               | Neto Petters       | 2.523   | 0,96%       |
|                    | DEM                | Sidney Sabel       | 2.514   | 0,95%       |
|                    | PODE               | Josias Brandel Jr. | 2.293   | 0,87%       |
|                    | PROS               | Nado Marcos        | 2.287   | 0,87%       |
|                    | PSD                | Ascendino Batista  | 2.258   | 0,85%       |
|                    | PTB                | Luiz Carlos Sales  | 2.093   | 0,79%       |
|                    | PL                 | Maurício Peixer    | 2.085   | 0,79%       |
|                    | PAT                | Wilian Tonezi      | 1.787   | 0,68%       |
|                    | CDN                | Cassiano Ucker     | 1.750   | 0,66%       |
| → Votos brancos    | → Votos brancos    | → Votos brancos    | 19.278  | 6,38%       |
| → Votos nulos      | → Votos nulos      | → Votos nulos      | 18.692  | 6,19%       |
| Total apurado      | Total apurado      | Total apurado      | 277.533 | 87,75%      |
| Abstenção          | Abstenção          | Abstenção          | 38.727  | 12,25       |
| Total de eleitores | Total de eleitores | Total de eleitores | 316.260 | 100%        |